# Haucourt (Sekwana Nadmorska)
Haucourt – miejscowość i gmina we Francji, w regionie Normandia, w departamencie Sekwana Nadmorska.
Według danych na rok 1990 gminę zamieszkiwało 209 osób, a gęstość zaludnienia wynosiła 21 osób/km² (wśród 1421 gmin Górnej Normandii Haucourt plasuje się na 693. miejscu pod względem liczby ludności, natomiast pod względem powierzchni na miejscu 354.).